# Complejo de la Santísima Trinidad de las Monjas

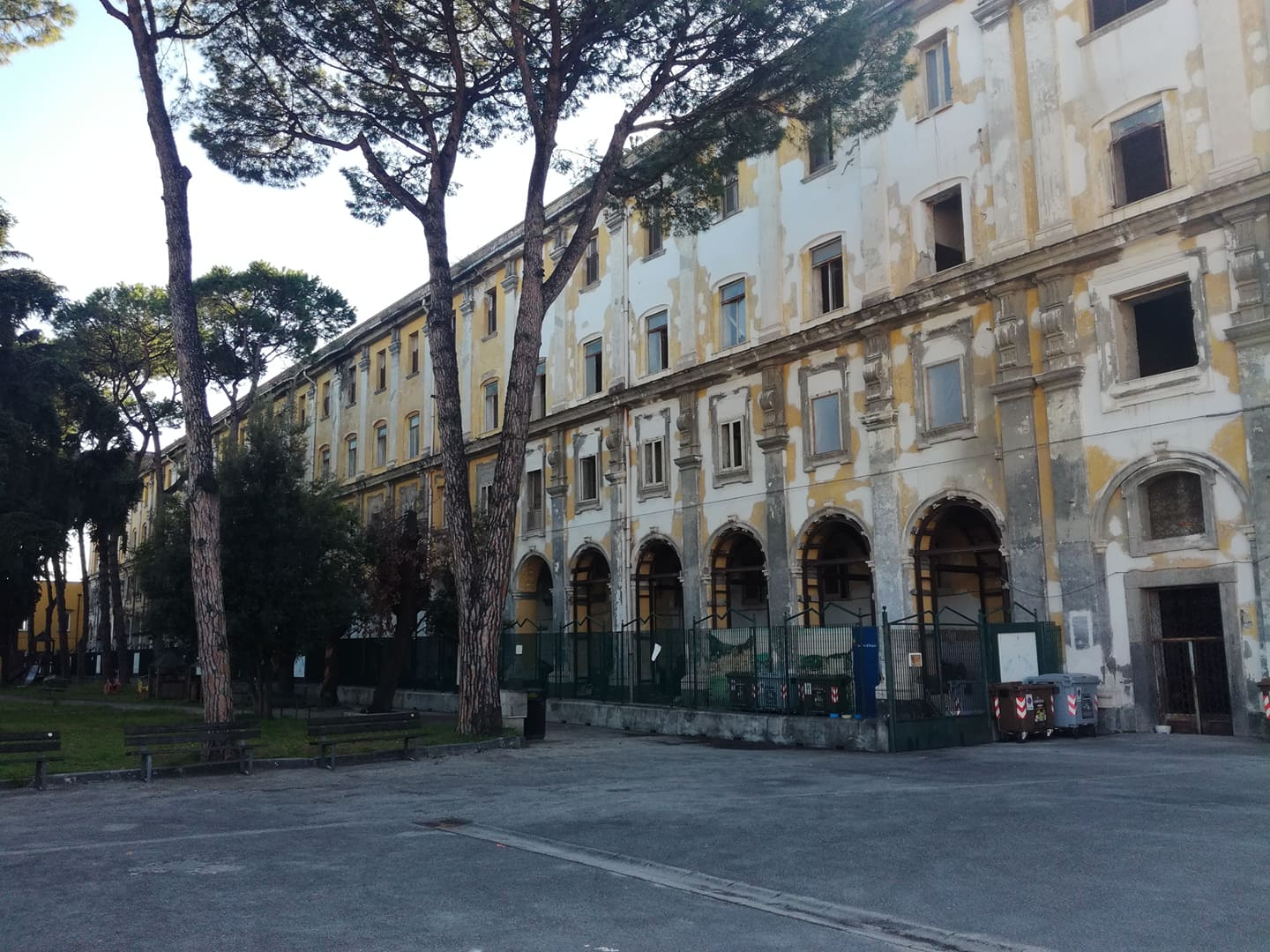
El claustro del conjunto

El complejo de la Santísima Trinidad de las Monjas es uno de los complejos monásticos más grandes de Nápoles, e incluye Iglesia de la Santísima Trinidad de las Monjase. Está ubicado en el casco histórico de la ciudad de Napoles.
La estructura fue construida en el distrito de Montecalvario y limita con la Cartuja de San Martino, el Castel Sant'Elmo y el complejo de Santa Lucía Virgen del Monte. La fundación de la estructura se debe a la noble Vittoria de Silvia ( siglo XVII).
Asumió diversas funciones, religiosas y civiles, incluso antes de la unificación de Italia, bajo el mandato de José Bonaparte, asumió la función de hospital militar y permaneció así hasta después de la Segunda Guerra Mundial.
El complejo es actualmente un conjunto heterogéneo caracterizado por edificaciones de valor arquitectónico e histórico. No han faltado modificaciones recientes, que han dañado y, en algunos casos, alterado el sistema. Toda la estructura cuenta con una superficie total aproximada de 25.000 m² (la superficie útil es de 9.000 m², más otros 16.000 m² distribuidos en zonas verdes y patios).
En la parte baja del edificio se encuentra la iglesia de la Santísima Trinidad de las Monjas.

## Historia
Aún hoy, a lo largo de la calle de la Trinidad de las Monjas, en Nápoles, se encuentra el gran edificio que albergaba el hospital militar, que data de 1536. Fue construido a instancias de Doña Vittoria de Silvia, después de que ésta lograra obtener el permiso de fundación del Papa Clemente VIII. El edificio, antes de ser utilizado con fines militares, fue utilizado como convento. La estructura religiosa estaba rodeada de vastos jardines y era muy popular entre las familias aristocráticas de la época.
El inicio de la construcción del complejo se remonta a 1607, con la transformación del Palacio Sanfelice en un monasterio diseñado por el arquitecto Francesco Grimaldi. Siguiendo el proyecto de Grimaldi, cinco años más tarde los dormitorios fueron construidos por los maestros albañiles de Ferrara Giovanni Giacomo De Marino y Giovanni Laurenzio. Tras nueve años de trabajo la obra pasó a la dirección de Giovan Giacomo Di Conforto y en 1617 se terminaron buena parte de las estructuras del convento, mientras que la iglesia, construida según un diseño de Grimaldi, fue terminada en 1620. En 1623 la obra pasó a manos de Cosimo Fanzago, quien realizó las transformaciones de los exteriores y de la escalera; además se construyó el vestíbulo y el portal de entrada encajado en el arco de medio punto, y en 1629 también se completó la cúpula .
En 1808 el complejo fue abolido y utilizado como hospital militar hasta 1992, cuando los soldados abandonaron el monasterio. Sin embargo, debido a un mal mantenimiento, en 1897 se derrumbó la bóveda y la cúpula, elementos que fueron sustituidos por una modesta cubierta inclinada. Entre los siglos XIX y XX los edificios fueron modificados con la incorporación de nuevos volúmenes.
Hoy en día, la iglesia y el complejo del mismo nombre requieren importantes trabajos de remodelación.

## La iglesia

### El exterior
El exterior se caracteriza por la sencilla fachada de piperno que contrasta con el mármol blanco del portal. El acceso se realiza a través de una escalera curvilínea diseñada por Cosimo Fanzago, que se convirtió en modelo para una serie de creaciones similares para otros edificios de la ciudad (algunos ejemplos fueron destruidos debido a la ampliación de nuevas calles, como por ejemplo la iglesia de Santa Teresa en Chiaia). La balaustrada, recientemente desmontada, es de excelente calidad.
Una representación de Baratta de 1629 muestra la entrada al conjunto situada en las murallas del convento, protegida, a pocos metros, por la puerta de las murallas del local; en cambio, un levantamiento topográfico del ingeniero Onofrio Tango, fechado en 1646, muestra la iglesia dando acceso directo al camino, con un vestíbulo, que se desarrolla a lo largo del eje longitudinal, que actúa como conexión entre el templo y la entrada. De esto también podemos observar la sencillez de la fachada, que no presenta un orden superior.

### El interior
El interior, en forma de cruz griega, representa una variación barroca del tema de la planta central. A los lados de la nave hay cuatro capillas esquineras, mientras que los transeptos son espejados.
Hay obras de Battistello Caracciolo ( Inmaculada Concepción con los santos Francisco y Antonio ), Spagnoletto, Giovanni Luigi Rodrigo y Fabrizio Santafede, mientras que los frescos se atribuyen a Giovanni Bernardino Siciliano. Las esculturas y ornamentos fueron creados bajo la dirección de Cosimo Fanzago ; entre estas destacan algunas puertas, el púlpito y el suelo. Entre los escultores activos bajo la dirección de Fanzago cabe mencionar al cantero Andrea Lazzari y Vitale Finelli con Domenico Agliani como marmolistas (de este último se encuentra la capilla mayor cerca del ábside ).
Algunas de estas obras han sido llevadas a otros museos o complejos de la ciudad, como La Sagrada Familia y los Santos (1623-1625) y San Jerónimo y el Ángel del Juicio (1626) de Ribera, hoy en el Museo Capodimonte de Nápoles.

## El claustro
De dimensiones considerables, tiene un solo lado con un pórtico de veintiocho arcos, mientras que los tres lados no están rodeados por ninguna estructura y por lo tanto es posible disfrutar del majestuoso mirador. Podría contener un pequeño lago artificial, una fuente y un exuberante jardín.

## Otros proyectos
- Noticias en Wikinoticias.